# Tetrastichus rebezae
Tetrastichus rebezae är en stekelart som beskrevs av Kostjukov 1978. Tetrastichus rebezae ingår i släktet Tetrastichus och familjen finglanssteklar. Inga underarter finns listade i Catalogue of Life.